# Go-go
Go-go je podžánr funku. Vznikl ve druhé polovině sedmdesátých let v USA ve městě Washington, D.C. Za jeho zakladatele je považován Chuck Brown, který společně se skupinou The Soul Searchers položil základy s mnoha základními prvky pro tento žánr. Dalšími známými zástupci tohoto stylu jsou například Trouble Funk.